# 3673 Levy
A 3673 Levy (ideiglenes jelöléssel 1985 QS) a Naprendszer kisbolygóövében található aszteroida. Edward L. G. Bowell fedezte fel 1985. augusztus 22-én.